# Olav Kyrre
Olav 3. Haraldsson (født ca. 1050, død 22. september 1093) med tilnavnet Kyrre (= rolig), konge i Norge 1067 – 1093, søn af Harald Hårderåde og hans medhustru Tora Torbergsdatter fra Giske, datterdatter af Erling Skjalgsson og mor til begge Harald Hårderådes sønner, både Olav og hans ældre bror Magnus Haraldsson. 
Olav Kyrre giftede sig med Ingerid Svendsdatter, datter af Svend Estridsen. Ægteskabet var barnløst. Hvis Tora Torbergsdatter som enke faktisk giftede sig med Svend Estridsen,  som nogle kilder opgiver, var Ingerid og Olav også stedsøskende.
Med sin frille Tora fik Olav sønnen og efterfølgeren Magnus Barfod. Snorre kalder frillen Tora Joansdatter.  I Fagrskinna og Morkinskinna kaldes hun derimod Tora Arnesdatter, datter af Arne den Lave. 

## To brødre
Det første, sagaerne har at berette om Olav Kyrre er, at han sammen med sin ældre bror Magnus fulgte sin far i slaget ved Niså i Halland i 1062; men ingen af skjaldekvadene siger noget om det. Derimod er det sikkert, at Olav i 16-årsalderen tog med sin far og bror, dronning Ellisif og sine halvsøstre Ingegerd og Maria til England i 1066.  Kong Harald udkæmpede flere slag, og Olav deltog i hvert fald i det ene. Ifølge Snorre var Olav med sin far, da nordmændene sejlede op ad "Humbra" (dvs. Humber) og gik i land ved "Usa" (dvs. Ouse (Yorkshire)). 20. september 1066 stod slaget ved Fulford, hvor nordmændene og deres angelsaksiske allierede sejrede over den angelsaksiske jarl Morcar af Northumbria.  Snorre gengiver også et kvad af skjalden Sten Herdisson (hans mor Herdis var datterdatter af den noksom bekendte skjald Ejnar Skålglam ) om Olavs deltagelse:
Dræbte lå de i dyndmosen —
Valtjofs hærmænd, våbenhugne,
og kampberedte kunne nordmænd
vade over på ene lig. 
Snorres påstand om, at Morcar jarl blev dræbt i slaget, passer ikke. Tværtimod flygtede han og gik i forbund med Harold Godvinson, Harald Hårderådes fjende. Fem dage senere stod slaget ved Stamford bro mellem Harold Godvinson og Harald Hårderåde. Olav deltog ikke, men ventede ved skibene. Efter nederlaget sejlede han og resterne af den norske angrebsstyrke tilbage til Orknøerne, hvor de overvintrede.  Han fik lov til at tage sin fars lig med tilbage til Norge;  men først sommeren efter ankom de Norge, og Olav havde måttet sværge på, ikke at ville angribe England, før han fik lov til at forlade landet. 
Tilbage i Norge blev han indsat som konge sammen med sin bror. Frem til 1030'erne havde danske konger gentagne gangen prøver at vinde indpas i Norge. Efter 1040 havde Olavs forgængere Magnus den Gode og Harald Hårderåde prøvet at hævde sig i Danmark. Disse stadige magtkampe medførte, at Danmark og Norge havde udgjort én politisk sfære. Dette ændrede sig under Olav Kyrre, der helt gav afkald på en offensiv udenrigspolitik for i stedet at konsolidere sit rige gennem aftaler og alliancer gennem ægteskab. Svend Estridsen følte sig ikke længere bundet af aftalen om våbenhvile, han havde indgået med Olavs far i 1064, da den kun skulle gælde i de to kongers egen levetid. Nu følte han sig fri til at angribe Haralds sønner. Men Olav og Magnus mobiliserede den norske ledingsflåde til forsvar, og Svend bestemte sig for i stedet at angribe England. Der så han muligheder i den omfattende uro i de nordlige områder med store danske bosætninger. For at have ryggen fri, indgik han varig fred med de to norske konger i 1068. Som garanti giftede Olav Kyrre sig med Svends datter Ingerid, og lidt senere blev Olavs halvsøster Ingegerd Haraldsdatter gift med Svends søn Oluf Hunger, som senere blev dansk konge. Selv om det ikke blev til noget med Svends angreb på England, bestod freden mellem Danmark og Norge. 

## Enekonge
Magnus døde allerede i 1069, og Olav blev da konge alene med tilnavnene "Kyrre" (= rolig) og "Bonde". Indad i riget udbyggede han kirkens organisation og moderniserede kongedømmet. Norges militære slagkraft var stærkt reduceret efter nederlaget ved Stamford Bridge. Den normanniske munk Orderic Vitalis skrev i begyndelsen af 1100-tallet, at han selv havde set bunkerne med rester efter faldne nordmænd på slagmarken, flere tiår efter slaget. Af ca 300 skibe vendte vistnok kun 30 tilbage til Norge. Vilhelm Erobreren følte sig alligevel ikke helt rolig, og Symeon af Durham skrev, også i begyndelsen af 1100-tallet, at Vilhelm havde sendt mænd til Norge. Deres ærinde omtales ikke, men sandsynligvis har Vilhelm villet forvisse sig om, at Olav overholdt sin ed. Olav sendte da også en mængde skibe til Danmark som støtte til svigerfarens forsøg på generobring af England i 1085, som der ikke blev noget af. 
Harold Godvinsons søn og to brorsønner, der var Vilhelms modstandere, flygtede til Norge og blev godt modtaget af Olav Kyrre, selv om det var netop Harold Godvinson, der havde tilføjet hans far nederlaget ved Stamford Bridge. Den ene, Skule Tostesson, blev Olavs vigtigste rådgiver og leder for hans hird.
En anden flygtning var biskop Turgot af St Andrews. I Norge bidrog han til opførelsen af den første stenkirke til ære for Olav Kyrres farbror Hellig-Olav. Olav Kyrre lod rive det lille kapel af træ over Hellig-Olavs grav, og fik rejst en kirke i sten, Kristkirken, der dannede udgangspunkt for Nidarosdomen.  Turgot er også kendt for sin biografi om Skt. Margaret, der senere blev Skotlands nationalhelgen. 
Fordi Olavs regeringstid var så fredelig, er der ikke meget om ham i sagaerne. Han var den første norske konge, der kunne læse latinske bogstaver, og en engelsk munk har fortalt, at Olav mange gange hjalp præsten ved gudstjenesten. Kongsgårdens hird blev fordoblet i hans tid, og at der blev indført nye skikke efter europæisk model, blandt andet ville han have gulvene strøet både sommer og vinter. Ifølge sagatraditionen oprettede Olav faste bispesæder i Bergen og Nidaros. Han regnes af sagaerne for Bergens grundlægger. Sammen med Skule Tostesson sejlede han i 1070 langsmed den norske kyst for at finde et passende kongesæde. Undervejs kom de ud for et uvejr, og søgte læ under bjerget Lihesten i den nuværende Hyllestad kommune i Sogn og Fjordane. Angiveligt skal Olav Kyrre have ønsket at grundlægge sin by der. Måske fordi lokal overtro knyttede troldkonen Gygra til Lihesten (med tilnavnet Gygrekæften)  blev det ikke til noget. I stedet slog kongen sig ned længere mod syd, i Bergen, men han var næppe byens grundlægger. Den danske forsker Gitte Hansen kunne i 2004 fastslå, at Bergen er omkring 50 år ældre, og mere sandsynligt blev grundlagt af Olav den Hellige eller Knud den Store. 
Frem til Olavs tid var biskopperne kun en del af den norske konges hird og rejst med ham rundt om for at tilse de kirkelige anliggender, mens kongen besørgede det verdslige. Så sent som i 1070'erne bemærkede Adam af Bremen denne mangel på fasthed ved norske bispedømmer. Nu blev bispedømmer trukket op med faste grænser, tilsvarende lovsigeområderne Frostatingslagen, Gulatingslagen og Borgartingslagen–Eidsivatingslagen. Biskopperne fik fast residens i Oslo, Nidaros og Bergen (dog med Selja som officielt bispesæde frem til 1170). Videre tog kongen initiativ til biskopskirker ("kristkirker") i Bergen og Nidaros; begge blev rejst i sten. På den tid blev også de første benediktinerklostre grundlagt ved bispesæderne. Der findes bevaret et brev, pave Gregor 7. sendte til Olav Kyrre i 1078, hvor paven beder kongen om at sende "unge og ættestore mænd" fra Norge til Vatikanet, så de kan læres op til kirkeledere. Samtidig indskærper paven, at den norske konge ikke må støtte den danske kong Harald Hens brødre, som ville blive brorens medkonger, og som efter det, paven kendte til, havde henvendt sig til Olav Kyrre om støtte. Olav fulgte pavens opfordring på det punkt, mens det ikke ser ud til, at nordmænd fandt vejen til pavehoffet. 

## Efterkommere
Olav Kyrres eneste søn, Magnus Barfod, overtog kongemagten da hans far døde af sygdom i Håkeby i Tanum i Bohuslen, dengang norsk område (Ranrige). Han blev begravet i Nidarosdomen ligesom sin farbror, Olav den Hellige. Han blev farfar (eller påstået farfar) til fem kendte skikkelser i norsk historie: Øystein Magnusson, Sigurd Jorsalfar, Olav Magnusson, Harald Gille og Sigurd Slembe.